# Концерт для фортепіано з оркестром (Массне)
Концерт для фортепіано з оркестром мі-бемоль мажор — твір Жюля Массне, написаний 1902 року на основі, як вважають фахівці, начерків середини 1860-х рр.., що належать до періоду перебування Массне в Римі після отримання ним Римської премії. Вперше виконано в 1903 р. (соліст Луї Д'ємер), в тому ж році була опублікована партитура.
Концерт складається з трьох частин:
I. Andante moderato — Allegro non troppo 

II. Largo 

III. Airs slovaques:Allegro — Allegro maesto — Allegro molto animato
Тривалість близько — 30 хв.
На думку музичної критики, сольна партія в першій частині нагадує партію прима-балерини в паризьких балетах, а в другій — характерні тенорові арії в операх Массне; у фіналі, що має підзаголовок «Словацькі мотиви», відзначається вплив Ференца Ліста.
Серед основних записів концерту — Стівен Кумс з Шотландським симфонічним оркестром BBC, Альдо Чікколіні з оркестром Опери Монте-Карло, Мерилін Досс з Вестфальським симфонічним оркестром, Ідилія Бірет з Бількентскім симфонічним оркестром.